# Reino
Reino è un comune italiano di 1 073 abitanti della provincia di Benevento in Campania.

## Geografia fisica
Reino sorge lungo il torrente Reinello, nell'Appennino campano.
Il territorio comunale è compreso nella comunità montana Titerno e Alto Tammaro.  Fin dall'antichità il centro abitato è attraversato da una delle principali vie della transumanza: il tratturo Pescasseroli-Candela.

## Storia
Reino è un paese molto antico che ha quasi sempre mantenuto, nel corso dei secoli, la radice del proprio nome, seppur con piccole variazioni. In diversi carteggi è infatti chiamato Regina, Regino, Resino, Reino.
È il centro abitato più vicino all'antica città di Bebiano, fondata dai Liguri Apuani che, come narra Tito Livio, vi erano stati importati per decreto del Senato Romano dal proconsole Marco Bebio. Nel 180 a.C., infatti, i proconsoli Romani Publio Cornelio Ceteo e Marco Bebio Tanfilo inflissero una gravissima sconfitta ai Liguri (soprattutto ai Liguri Apuani), e ne deportarono ben 40000 nelle regioni del Sannio.
La più antica testimonianza storica su Reino è del 699 e viene dalle cronache di San Vitaliano, vescovo di Capua, il cui corpo venne trasportato a Benevento. Le cronache raccontano di un uomo infermo de castello Regino a cui apparve il Santo. L'uomo fu miracolato e subito, non sapendo dove il corpo di San Vitaliano si trovasse, andò chiedendo per i vari paesi della zona, finché giunse a Benevento dove rese grazia.
Nell'848 Reino divenne possesso dell'abbazia di Santa Sofia di Benevento; vi è infatti un diploma di Radelgiso.
I viceré di Napoli vi fondarono un'importante Dogana, che rendeva all'università 175 ducati l'anno.
Nel Settecento la terra di Reino era ricompresa nella provincia di Principato Ultra e, nel quadriennio 1743-46, fu soggetta alla competenza territoriale del regio consolato di commercio di Ariano.
Nel 1947, nel suo territorio, fu rinvenuto un elmo di bronzo a calotta emisferica con apice a forma di pomo e ornato sull'orlo, e specie sulla visiera corta, da una semplice decorazione a graffito.
Poiché, però, esso è perfettamente uguale ad un elmo etrusco del museo archeologico di Firenze, è da ritenersi di vera e propria importazione e documenta, che, insieme a quella greca, non poco ha influito sulla sannitica l'arte etrusca.
Il comune venne seriamente danneggiato dal terremoto del 1962.

## Monumenti e luoghi d'interesse

### Architetture civili
- Il Palazzo Meomartini, con un'austera facciata parte in pietra e parte in muratura rosata, nella piazza omonima, fu dimora della nobile famiglia che diede i natali a non pochi uomini illustri. Edificato agli inizi del XIX secolo, ospita oggi la sede municipale dove è custodito un busto bronzeo del Meomartini, opera dello scultore napoletano Vincenzo Puchetti. Di fronte al palazzo si trovano la piccola cappella privata di famiglia e la fontana.
- La Fontana in pietra lavorata, fatta realizzare dall'ingegnere, archeologo e politico Almerico Meomartini, che a sue spese, condusse in paese le acque della fonte S.Elia.

### Architetture militari
- Il castello medievale[6] eretto in epoca normanna ed ampliato durante il periodo angioino e nel Rinascimento, un'imponente costruzione con oltre 40 stanze. Dopo tanti anni in rovina a causa del devastante terremoto del 1688, ne sono stati poi restaurati i resti, per la messa in sicurezza.

- Monumento ai Caduti una statua di soldato, posta su un cippo in muratura.

## Società

### Evoluzione demografica
Abitanti censiti

## Amministrazione

### I sindaci, dal 1810 ad oggi
- Teodoro Tozzi (1810-11)
- D. Antonio D'Antonoli (1811-12)
- Pietro Autore (1812-16)
- Francesco De Nunzio (1816-20)
- Raffaele D'Antonoli (1820-22)
- D. Antonio D'Antonoli (1822-26) - secondo mandato
- Giuseppe D'Antonoli (1826-28)
- Pasquale Iavasile (1828-31)
- Gaspare De Nunzio (1831-35)
- Raffaele Rossi (1835-37)
- Giuseppe D'Antonoli (1837-40) - secondo mandato
- Remigio De Nunzio (1840-46)
- Giovanni Tozzi (1846-51)
- Donato Tozzi (1851-56)
- Francesco Autore (1856-61)
- Nicola De Nunzio (1861)
- Luciano Iadanza (1861-64)
- Francesco Autore (1864-73) - secondo mandato
- Giuseppe Autore (1873-77)
- cav. Luigi De Paulis (1877-79)
- Giuseppe Nicola Meomartini (1879-81)
- Francesco De Nunzio (1883-84)
- Luciano Iadanza (1884-87) - secondo mandato
- cav. Federico Paolucci (1887-92)
- cav. Vincenzo Salvatore Meomartini (1893-1902)
- avv. Salvatore Meomartini (1902-24)
- Federico Rossi (1924-26)

nel periodo fascista non ci sono stati sindaci
- Giuseppe Rossi (1944-46)
- Antonio Calzone (1946-56)
- Nicolino Calzone (1956-60)
- Antonio De Nigris (1960-75)
- Angelo Verzino (1975-80)
- Antonio De Nigris (1980-92) - secondo mandato
- Antonio Calzone (1992-07)
- Antonio Peloso (2007-2009)
- Antonio Verzino (2010-2015)
- Antonio Calzone (dal 2015)

### Altre informazioni amministrative
Reino fa parte della Comunità montana Titerno e Alto Tammaro.